# Quetzalcoatlite

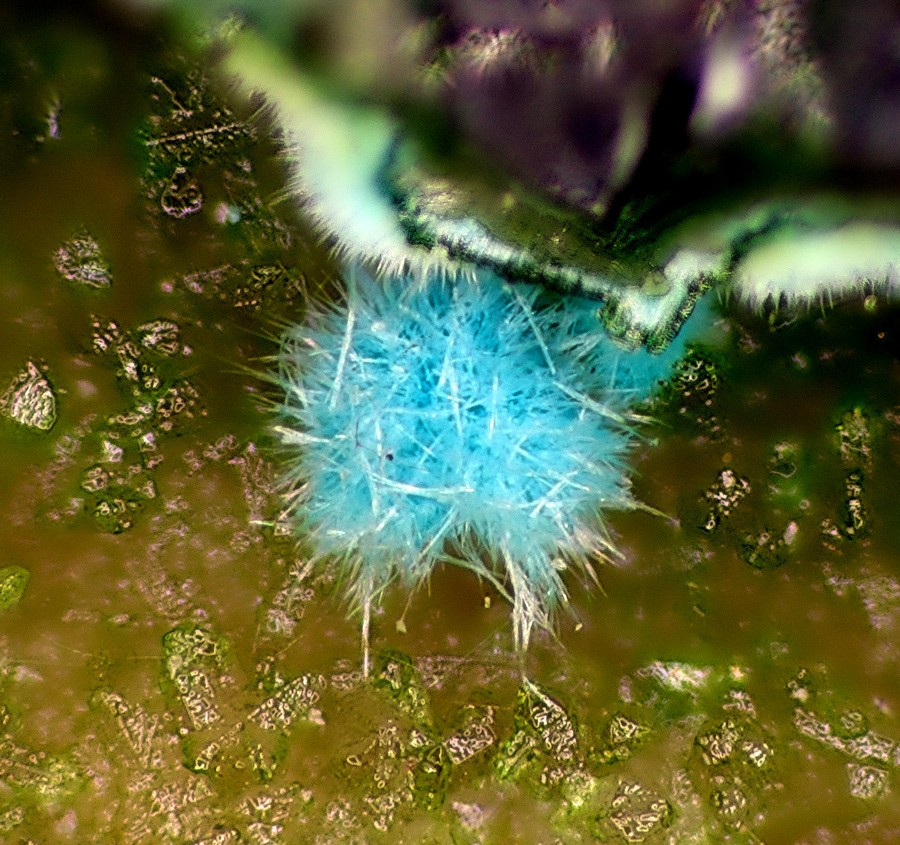
Un échantillon de quetzalcoatlite en provenance de la mine de Bambollita, Moctezuma, Mexique.

La quetzalcoatlite est un minéral constitué d'un oxyde de tellure, cuivre et zinc (pouvant contenir aussi de l'argent, du plomb et du chlore), de couleur bleu turquoise et de dureté égale à 3. Sa cristallographie et sa composition exacte sont mal déterminées. La quetzalcoatlite a été décrite en 1973, et son nom fait référence au dieu aztèque Quetzalcóatl, en raison de sa couleur bleue.